# Salwiusz (biskup Albi)
Salwiusz, cs. Swiatitiel Salwij Albijskij (zm. 584 lub 586 w Galii) – prawnik, mnich, opat i rekluz, biskup Albi, przyjaciel św. Grzegorza z Tours, święty Kościoła katolickiego i prawosławnego.
W 574 został powołany na urząd biskupi w Albi. Występował przeciw Chilperykowi, królowi Neustrii, który uznawać się chciał za teologa. W 580 Salwiusz wziął udział w synodzie w Braisnes.
Zmarł w następstwie panującej epidemii.
Jego wspomnienie liturgiczne w Kościele katolickim obchodzone jest 10 września. Cerkiew prawosławna wspomina świętego biskupa odpowiednio 10/23 września.